# Wysokie Skałki

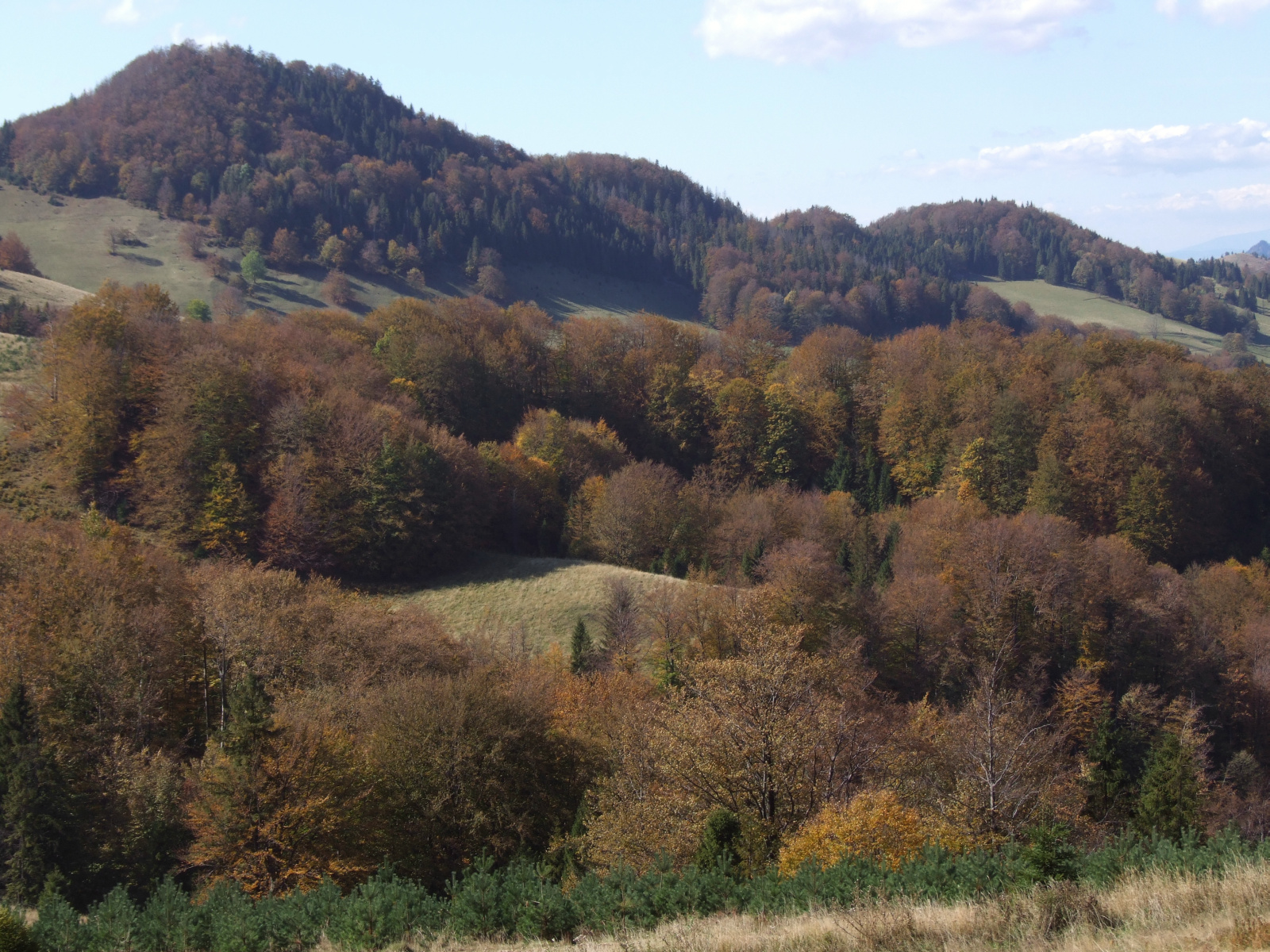
Im Herbst

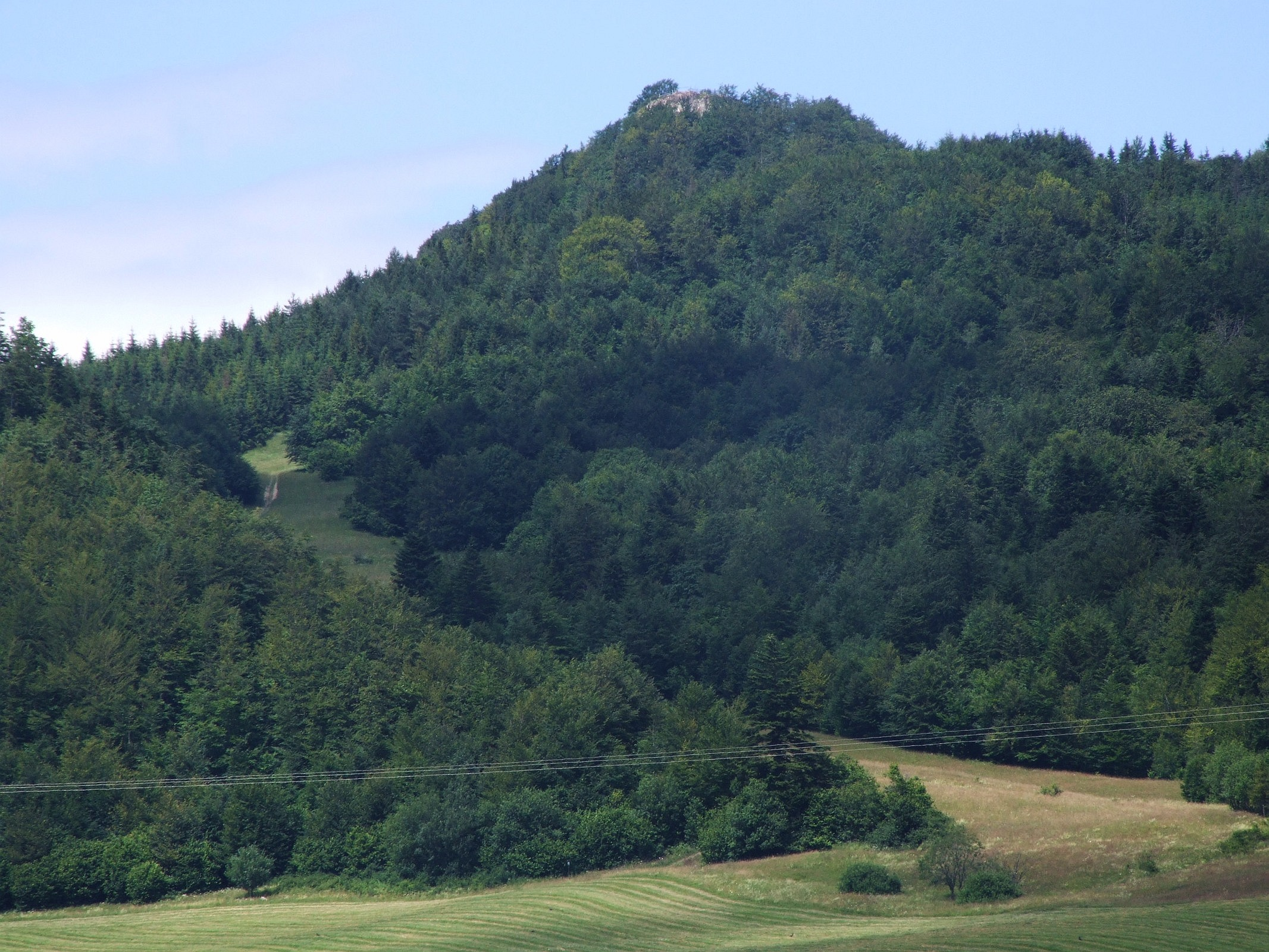
Im Sommer

Die Wysokie Skałki ist ein Berg in den Kleinen Pieninen, einem Gebirgszug der Pieninen, mit 1050 m n.p.m. an der polnisch-slowakischen Grenze. Der Gipfel ist die höchste Erhebung der Kleinen Pieninen sowie des ganzen Gebirgszugs der Pieninen.

## Lage und Umgebung
Die Wysokie Skałki liegt im Hauptkamm der Pieninen. Nördlich liegt das Tal des Grajcanek, das die Kleinen Pieninen von den Sandezer Beskiden trennt.

## Etymologie
Der polnische Name Wysokie Skałki lässt sich als Hohe Felsen übersetzen.

## Flora und Fauna
Die Wysokie Skałki besitzt eine bunte Flora und Fauna. Sie ist teilweise mit Mischwald bewachsen, es finden sich aber auch Bergwiesen.  Der Berg liegt auf polnischer Seite außerhalb des Pieninen Nationalparks. An seinen Nordhängen gibt es das Skigebiet Jaworki-Homole und das Naturreservat Wąwóz Homole in der gleichnamigen Schlucht. Auf der slowakischen Seite befindet sich der Berg im Pieninen-Nationalpark.

## Besteigungen
Anders als die Tatra vergletscherten die Pieninen nicht in den letzten Eiszeiten. In den Pieninen gibt es daher menschliche Spuren, die bis in die Altsteinzeit zurückreichen. Es ist durchaus wahrscheinlich, dass bereits zu dieser Zeit die Gipfel bestiegen worden sind, da der Aufstieg nicht besonders schwer ist.

## Tourismus
Die Wysokie Skałki bieten eine Aussicht auf die umliegenden Gebirgszüge der Mittleren Pieninen, der Zipser Magura, der Tatra sowie der Sandezer Beskiden.

### Routen zum Gipfel
Markierte Routen zum Gipfel führen von Szczawnica und Jaworki:
- ▬ der blau markierte Kammweg von Szczawnica über Szafranówka,  Durbaszka auf den Gipfel der Wysokie Skałki und weiter über Wierchliczka und den Bergpass Przełęcz Rozdziela nach Wielki Rogacz.
- ▬ ein grün markierter Wanderweg von Jaworki durch die Schlucht Wąwóz Homole auf die Alm Polana pod Wysoką auf den Gipfel der Wysokie Skałki.

### Berghütte
Auf dem benachbarten Gipfel Durbaszka befindet sich die Schutzhütte Durbaszka-Hütte.

## Panorama

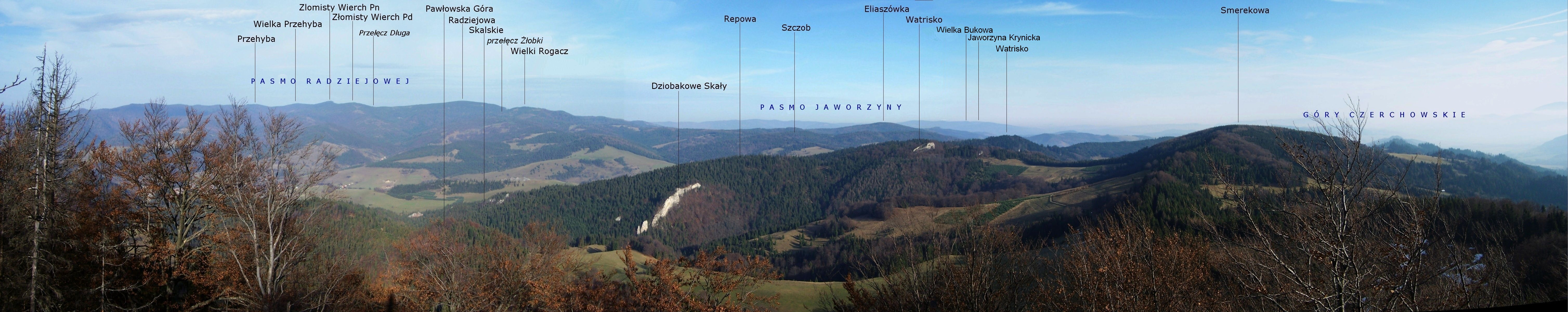
Blick nach Nordosten in die Sandezer Beskiden vom Gipfel der Wysokie Skałki